# Wallfahrtskirche am Frauenberg bei Leibnitz

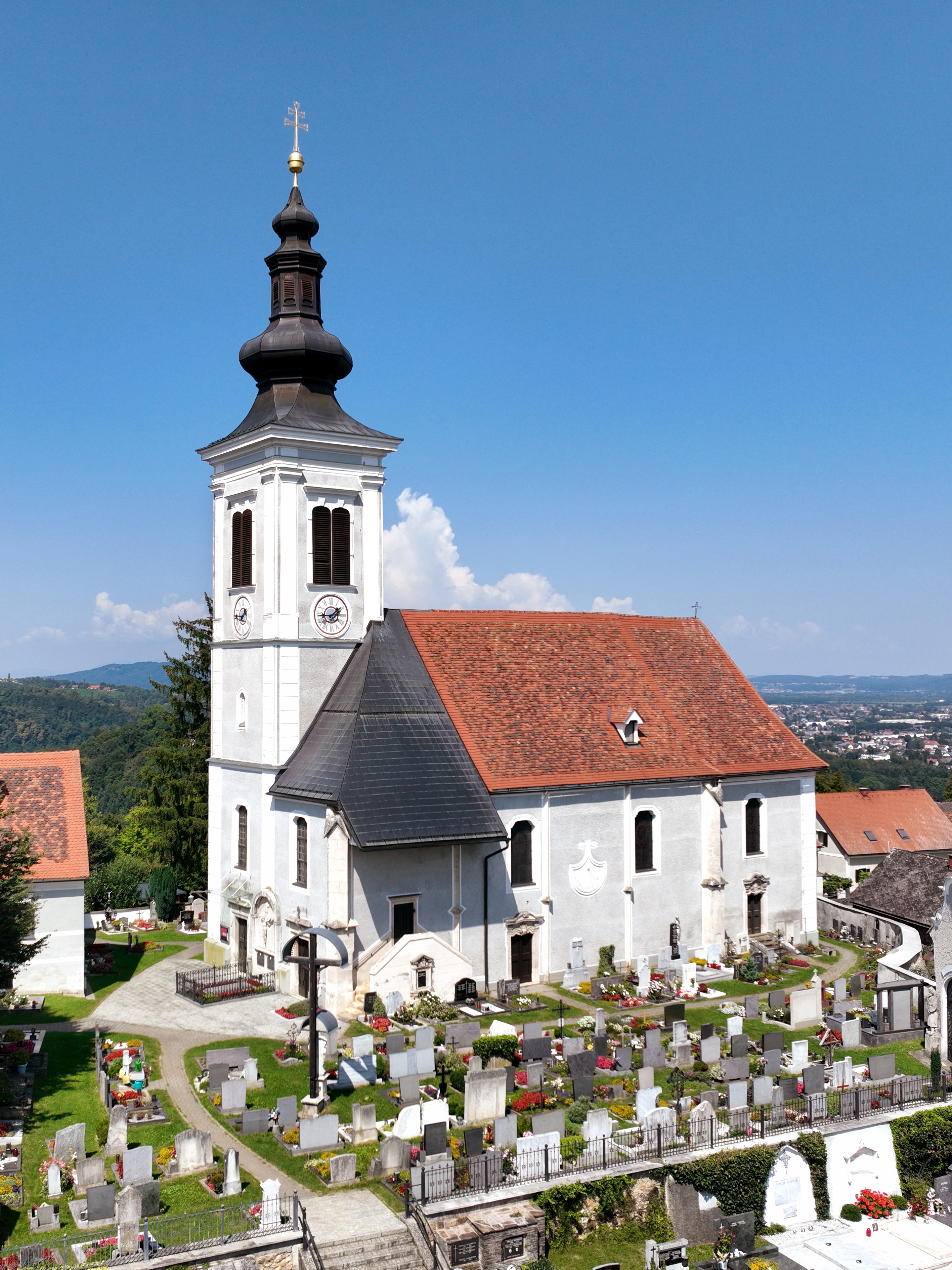
Wallfahrtskirche am Frauenberg bei Leibnitz

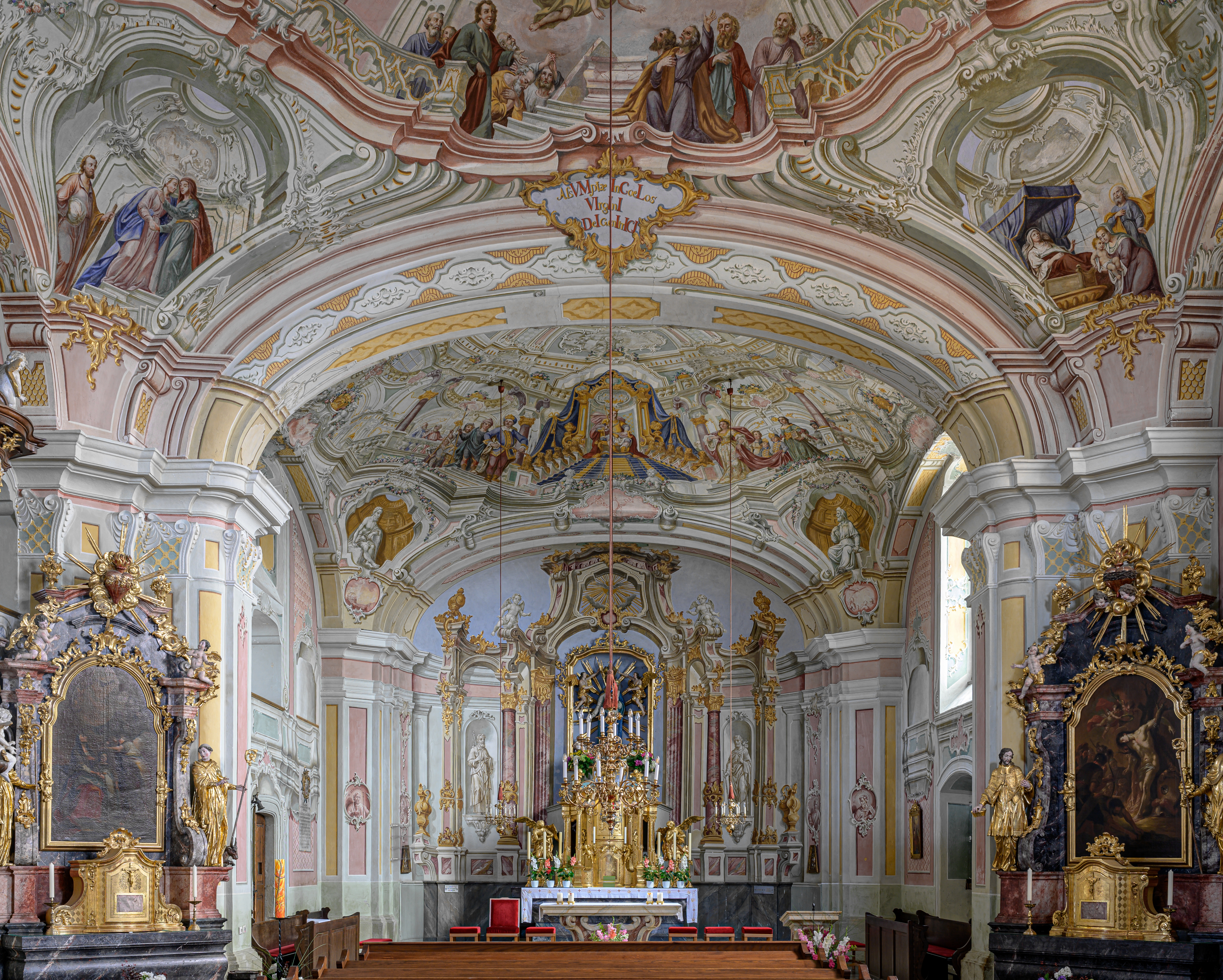
Kircheninnenraum

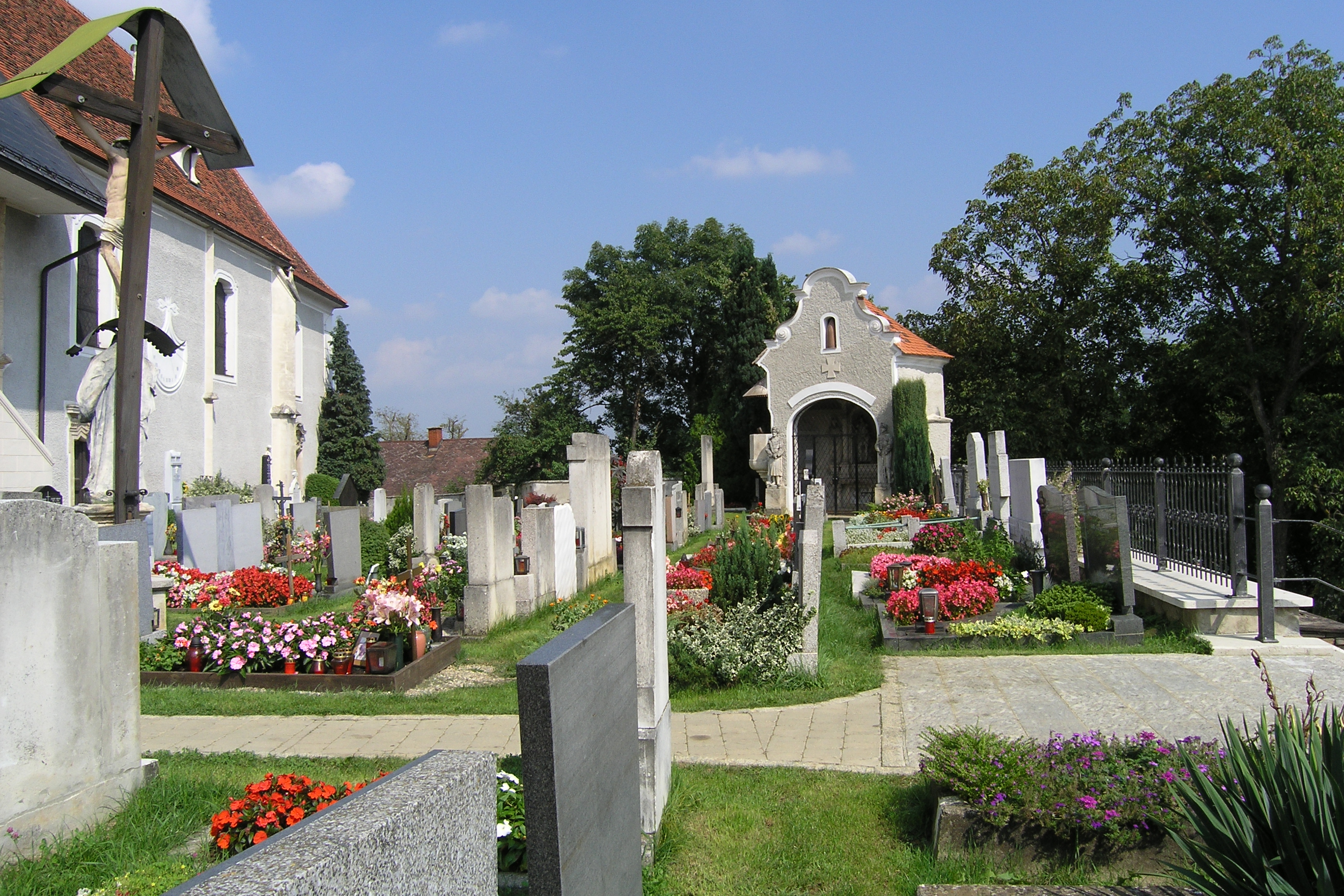
Friedhof

Die Wallfahrtskirche am Frauenberg bei Leibnitz ist eine römisch-katholische Wallfahrtskirche am Frauenberg in der Katastralgemeinde Seggauberg oberhalb der Stadt Leibnitz. Sie ist der Stadtpfarre Leibnitz als Filialkirche inkorporiert.

## Standort
Der Kirchort befindet sich auf einem Höhenzug südlich von Schloss Seggau. Er ist seit der vorrömischen Zeit besiedelt, einzelne archäologische Spuren verweisen in die prähistorische Zeit. Anfang der 1950er Jahre wurden bei Grabungen Überreste eines keltisch-römischen Tempels der Isis Noreia freigelegt. Unterhalb des als „Tempelberg“ bezeichneten Areals liegt auf einem Plateau die Wallfahrtskirche Mariä Himmelfahrt.

## Geschichte und Architektur
Die erste urkundliche Erwähnung erfolgte 1170, die Stiftung einer Kaplanstelle 1335. Ende des 15. Jahrhunderts entstand eine spätgotische Kirche anstelle einer Kapelle. Nach einem Brand ab 1604 wurde sie unter Bischof Martin Brenner renoviert und 1609 geweiht. In den Jahren 1645 und 1646 wurde die Kirche nach Westen hin verlängert und der Turm in die Fassade eingebaut, Baumeister war der aus Mailand stammende Bartholomäus Montianus. Die Barockisierung des Kircheninnenraumes erfolgte möglicherweise 1766 durch Johann Fuchs. Im 19. und 20. Jahrhundert kam es immer wieder zu Renovierungs- und Restaurierungstätigkeiten. Der Sakralbau ist von einem ummauerten Friedhof umgeben.
Vom ursprünglich gotischen Bau sind noch zwei Turmgeschoße erhalten. Die Kirche hat ein zweijochiges Langhaus, einen einjochigen Chor mit Flachkuppelgewölben auf gedrückten Korbbogengurten. Die Wandpfeiler haben Rokokokapitelle. Weiters finden sich Strebepfeiler im Kircheninnenraum, die Westempore ruht auf zwei Säulen. Beide Portale in der Westfassade sind mit „1646“ datiert. Die Sakristei mit darüberliegendem Oratorium befindet sich nördlich des Chores. 1645 wurde der dreigeschoßige Turm in der Nordwest-Ecke angebaut. Im zweiten Geschoß gibt es zwei gotische Spitzbogenfenster. Das dritte Geschoß wurde 1687/88 durch den Leibnitzer Baumeister Jakob Schmerlaib aufgesetzt; der Turmhelm mit Zwiebel und Laterne ist aus 1835.